# 盛田昌彦
盛田 昌彦（もりた あきひこ、1971年12月26日 - ）は、北海道茅部郡鹿部町出身の政治家。北海道茅部郡鹿部町長。

## 概要
北海道茅部郡鹿部町生まれ。元プロ野球選手の盛田幸妃は親戚で、函館大学付属有斗高等学校野球部の2年先輩でもあり、横浜大洋ホエールズにドラフト指名された際には胴上げ要員として居合わせていた。函館大学を1年で中退して、1992年に北海道茅部郡鹿部町役場に就職、2015年に観光商工課長に就任、2017年に北海道茅部郡鹿部町長に就任。